# Palatul de Justiție din București
Palatul de Justiție a fost construit între anii 1890–1895 după planurile arhitecților Albert Ballu (același arhitect care a conceput Palatul de Justiție din Charleroi, Belgia) și Ion Mincu, care a condus și lucrările de construcție și a desenat și schițele decorațiunilor interioare, respectiv plafoane, pardoseli, balustrade, scări, mobilier.
Piatra de temelie a clădirii a fost pusă de regele Carol I al României personal, pe 7 octombrie 1890. Martorii evenimentului relatează că ceremonia s-a desfășurat după tipicul vremii: Regele a semnat actul de fundație pe pergament, l-a pecetluit cu pecetea regală, după care regele, care purta un șorț alb, cu ciucuri de aur, a depus pergamentul în fundație și a pus prima cărămidă.
Clădirea a fost ridicată pe locul unde, pe vremea Regulamentului Organic, funcționa Curtea judecătorească, înălțată pe moșiile boierilor Crețulești și Golești, pe malul drept al Dâmboviței, mai precis pe terenul situat în grădina “Palatului cel mic” al Brâncoveanului.
Execuția lucrărilor a fost asigurată de firma inginerului Nicolae Cuțarida. În interiorul palatului există o Sală a pașilor pierduți, întocmai ca în Palatul Universității din Iași. Impunătoarea „Sală a pașilor pierduți" numită și „Sala orologiului", ocupă un sfert din cei aproape 13.000 de metri pătrați, cât reprezintă suprafața clădirii la sol. Denumirea de „Sala orologiului” provine de faptul că în acest spațiu era montat un orologiu menit să măsoare „cursul proceselor”.
Exteriorul clădirii are influențe urbane, iar corpul central este construit într-un stil al Renașterii franceze. Partea centrală a fațadei este puțin decroșată și marcată de șase pilaștri puternici. Sub bolțile construcției, deasupra intrării principale, sunt amplasate șase statui alegorice, care semnifică (de la stânga la dreapta): Atenția, Vigoarea, Legea, Justiția, Elocința și Adevărul, sculptate de Carol Storck, Frederic Storck, Wladimir Hegel și George Vasilescu.
Alte două statui, care flanchează ceasul de pe acoperiș, semnifică Forța și Prudența.
Clădirea Palatului de Justiție are demisol, parter, parțial mezanin și etaj, cu o înălțime variabilă de cca 20 m peste nivelul terenului, acoperă o arie construită de aproximativ 8500 m2 și o suprafață desfășurată de aproximativ 27 700 m2, având în plan forma unui patrulater neregulat, cu dimensiuni generale de 140 × 90 m.

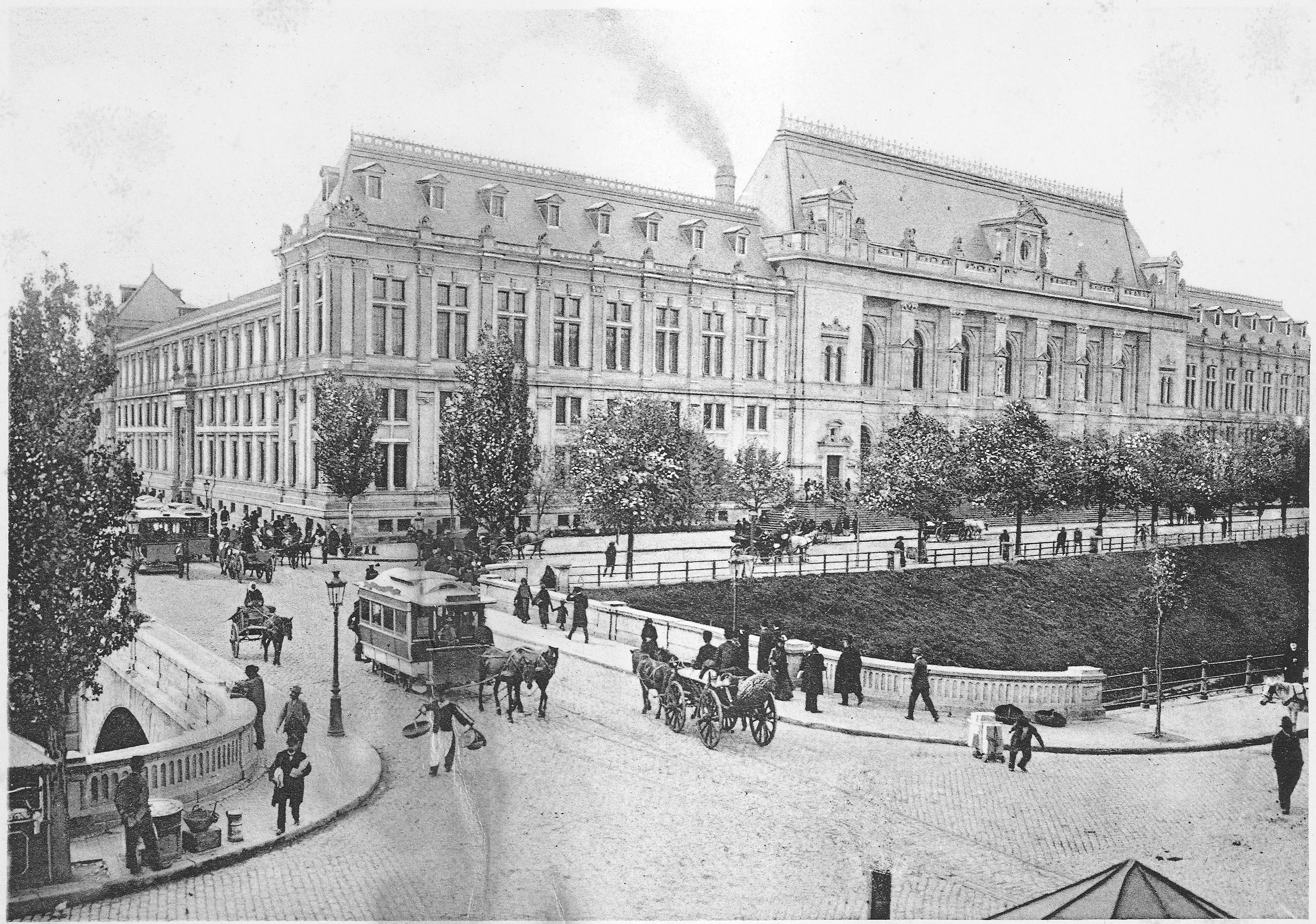
Palatul de Justiţie la câţiva ani după inaugurare (circa 1900)

Inaugurarea Palatului, care a avut loc la data de 4 octombrie 1895, a fost marcată și ea de întocmirea unui document oficial, pe pergament, prin care Majestatea Sa lăsa „corpurilor judecătorești din Capitală" acest palat „ca să le fie lor adăpost întru îndeplinirea misiunii lor și urmașilor dovadă ce au păstrat acestei înalte instituțiuni a țării". Pergamentul a fost întocmit în 3 exemplare, primul fiind zidit în Palat, cel de-al doilea fiind depus la Arhivele Statului, iar cel de-al treilea fiind păstrat de Ministerul Justiției. Cu ocazia inaugurării palatului de Justiție a fost emisă Medalia inaugurării Palatului de Justiție din București, sculptată de Louis Stelmans. Medalia, în două variante, una din bronz patinat și alta din alamă argintată, ambele cu diametrul de 6 cm, prezintă pe avers bustul spre stânga al regelui Carol I și legenda, în exergă: „CAROL I REGE AL ROMÂNIEI. Pe revers este modelată personificarea Justiției, un personaj feminin, așezat pe un tron, cu spadă în mâna dreaptă (simbol al păzirii legilor) și un volum deschis pe care este gravată o făclie și pe care se citește legenda: „NIHIL SINE DEO”, iar sub volum, o carte cu inscripția: „LEX”. Circular, în partea superioară, apare legenda: „INAUGURAREA PALATULUI DE JUSTIȚIE DIN BUCUREȘTI”, iar drept, în partea de jos: “XV OCT. MDCCCXCV”.
Între anii 1936 – 1940, când în București au fost întreprinse ample lucrări de modernizare, precum și amenajarea salbei de lacuri pe râul Colentina, s-a procedat și la acoperirea râului Dâmbovița cu un planșeu de beton în zona Palatului de Justiție, de la Piața Senatului (în prezent Piața Națiunile Unite) până la Piața Națiunii (în prezent Piața Unirii) inclusiv, Splaiul Independenței devenind un bulevard în toată regula. Acest planșeu a fost înlăturat cu ocazia lucrării de "Amenajarea Râului Dâmbovița în Municipiul București", aprobată prin Decretul Consiliului de Stat al Republicii Socialiste România nr. 242/1987.
Datorită creșterii aparatului judiciar, în 1946 clădirea a suferit mai multe modificări interioare, în special compartimentări. Apoi, în perioada 1954-1956 au fost efectuate reparații capitale, deoarece exista intenția de a transforma clădirea într-un Palat al Culturii.
Mișcările seismice repetate, dar și terenul fragil pe care a fost construită clădirea, au necesitat încă de la început consolidări repetate. Îndeosebi cutremurul din 1977 a produs multe degradări clădirii. După acest cutremur, în perioada 1979 - 1981, au fost executate lucrări parțiale de consolidare, de slabă calitate, mai ales în „Sala pașilor pierduți". Cutremurul din 1986 a sporit degradarea clădirii, în special structura de rezistență. Deoarece nu existau fonduri pentru reparații, s-a luat doar decizia interzicerii accesului publicului în „Sala pașilor pierduți". Datorită stării precare în care se afla, în 1988 Palatul a fost golit de activitatea de Justiție. La acea vreme se dorea un Palat al Justiției la Văcărești, scop în care deja fusese demolată Mănăstirea Văcărești în urma "indicațiilor" lui Nicolae Ceaușescu, care vizitase mănăstirea la 2 decembrie 1984, și s-au început lucrările de fundație pentru noul Palat al Justiției. După 1989, arhitectul lui Ceaușescu, Camil Rogulski, a dezvăluit că, pentru anul 1990, era programată demolarea Palatului Justiției, întrucât era considerat a fi prea șubred și nesigur.
Palatul a rămas neutilizat până în 1999, când a fost luată decizia consolidării și restaurării acestuia. Pentru a se strânge o parte din banii necesari lucrărilor, prin Ordonanța nr. 80 din 30 august 1999 a fost constituit la Ministerul Justiției Fondul pentru executarea lucrărilor de consolidare la Palatul de Justiție din București, care se alimenta prin virarea unei cote de maximum 30% din veniturile realizate din taxele judiciare de timbru,

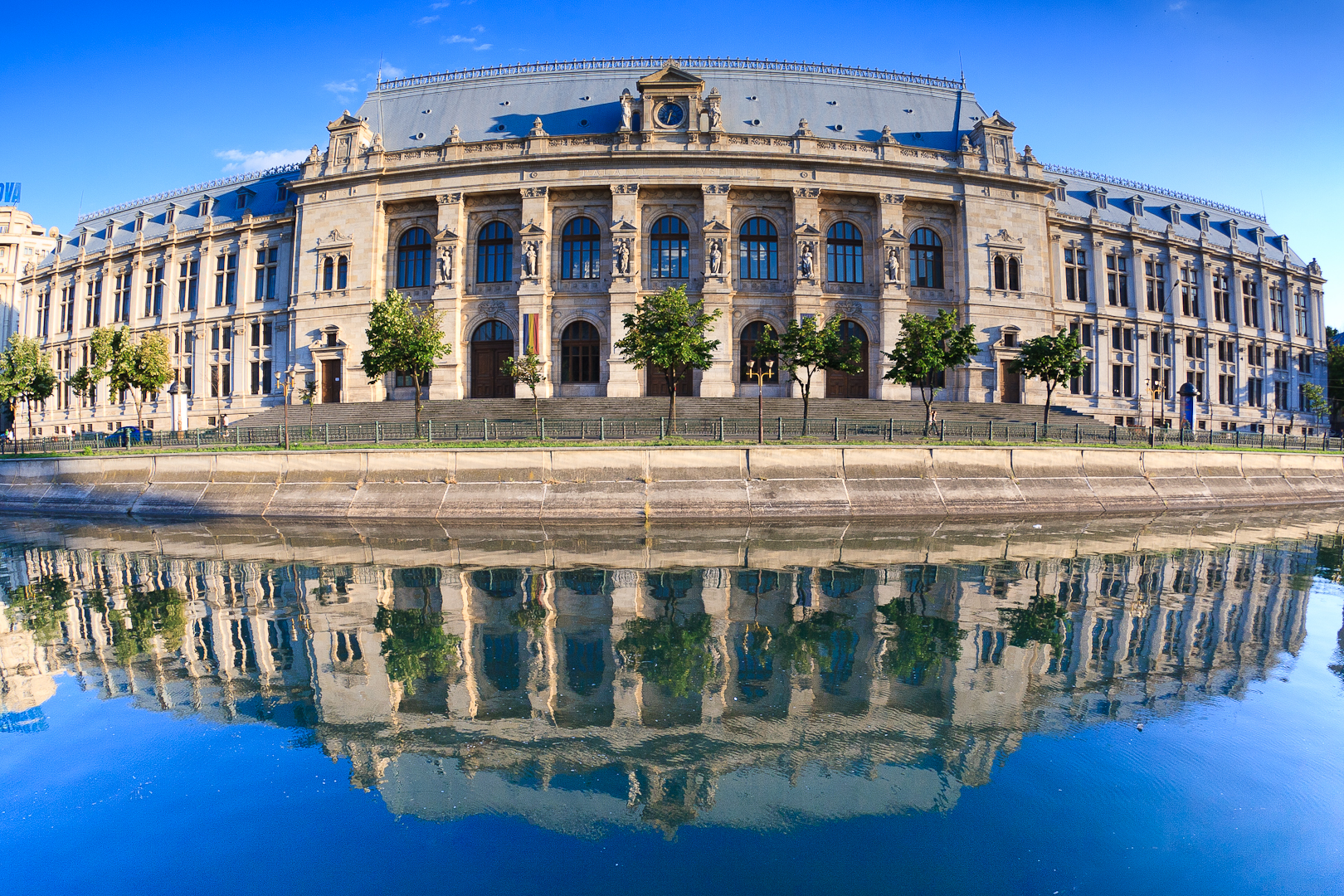
Palatul de Justiție renovat oglindindu-se în apele Dâmboviţei

În iulie 2003, în perioada Guvernului Adrian Năstase au început lucrările de restaurare și consolidare ale Palatului de Justiției, care au durat trei ani și au fost realizate de arhitecți români și francezi. Cu prilejul începerii lucrărilor de consolidare și restaurare, la 19 iulie 2003 s-a organizat o ceremonie de așezare a unei noi pietre la temelia Palatului de Justiție din București. Renovarea și consolidarea Palatului de Justiție din București a fost realizată de firma Bouygues. Urmare expertizelor efectuate, Bouygues a fost obligat sa demoleze 34.000 m² de planșeu pentru a-l reface din beton armat. De asemenea, pereții celor 7 curți interioare au fost placați cu diafragme din beton armat. Pentru curățarea lemnului și a fațadelor și pentru a reda clădirii întreaga sa strălucire, a fost utilizată tehnica denumită "gommage", care constă în proiectarea sub presiune a unor particule granulate asupra suprafețelor de curățat. Cu această ocazie, pentru renovarea celor 14 săli de judecată (din care 7 amplasate la parter, iar celelalte 7 amplasate la etaj), s-a folosit lemn de stejar pentru în pardoseli, lambriuri, uși, mobilier.
După finalizarea lucrărilor, în toamna anului 2006 în Palatul de Justiție au revenit următoarele instituții: Curtea de Apel București, Judecătoria sectorului 5 București, Asociația Magistraților din România, Uniunea Națională a Barourilor din România și Baroul București.
În baza unor discuții între organizațiile profesionale și magistrați, unele săli ale Palatului de Justiție au primit numele unor personalități din aria Dreptului. Astfel, sala Judecătoriei Sectorului 5 poartă numele lui Andrei Rădulescu (fost președinte al Academiei Române, profesor de Drept), iar secția penală are trei săli ce poartă numele: Vintilă Dongoroz (unul dintre marii penaliști ai României), Ioan Tanoviceanu (cel care a pus bazele procedurii penale din țară) și Vasile Papadopol (fost judecător la Curtea de Apel București).

## Galerie de imagini

Statuie alegorică Atenţia - Palatul de Justiţie din Bucureşti
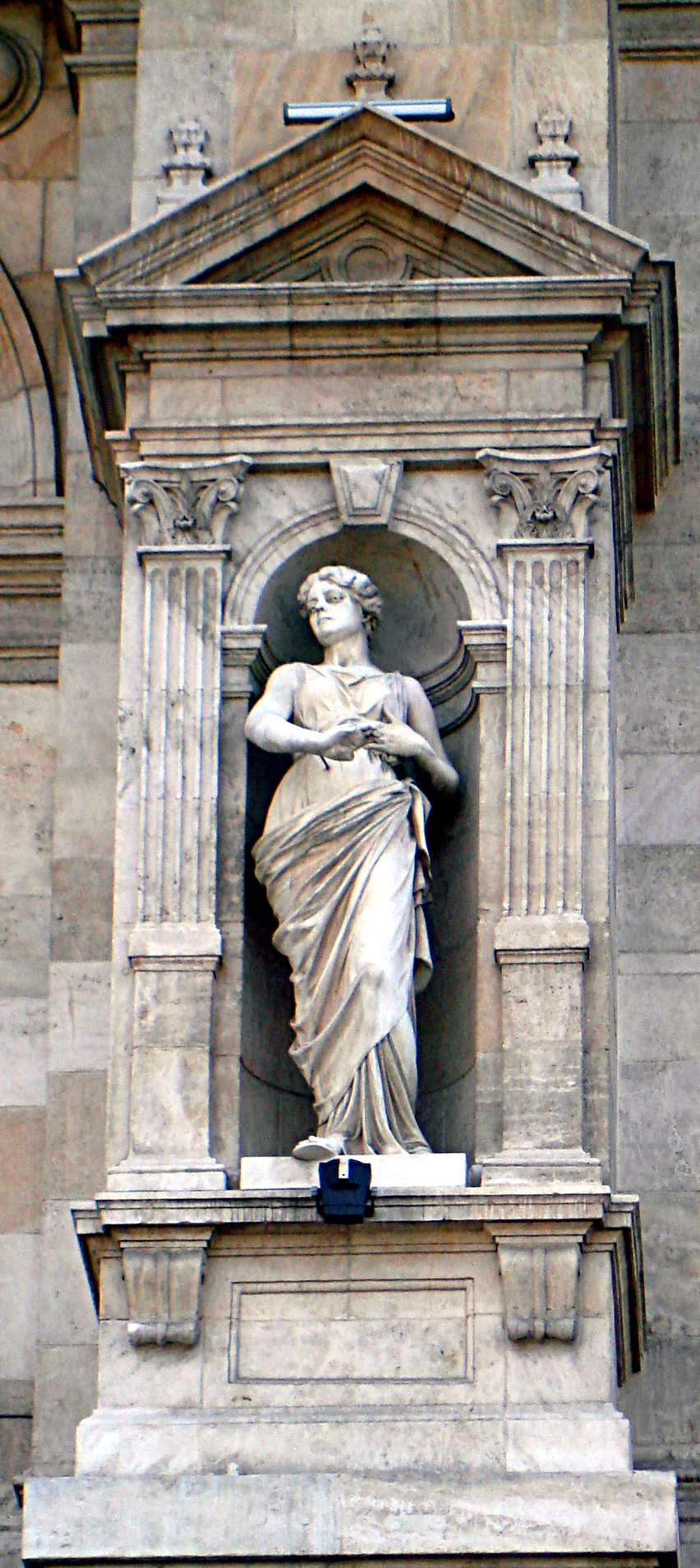
Statuie alegorică Vigoarea - Palatul de Justiţie din Bucureşti
Statuie alegorică Legea - Palatul de Justiţie din Bucureşti
Statuie alegorică Justiţia - Palatul de Justiţie din Bucureşti
Statuie alegorică Elocinţa - Palatul de Justiţie din Bucureşti
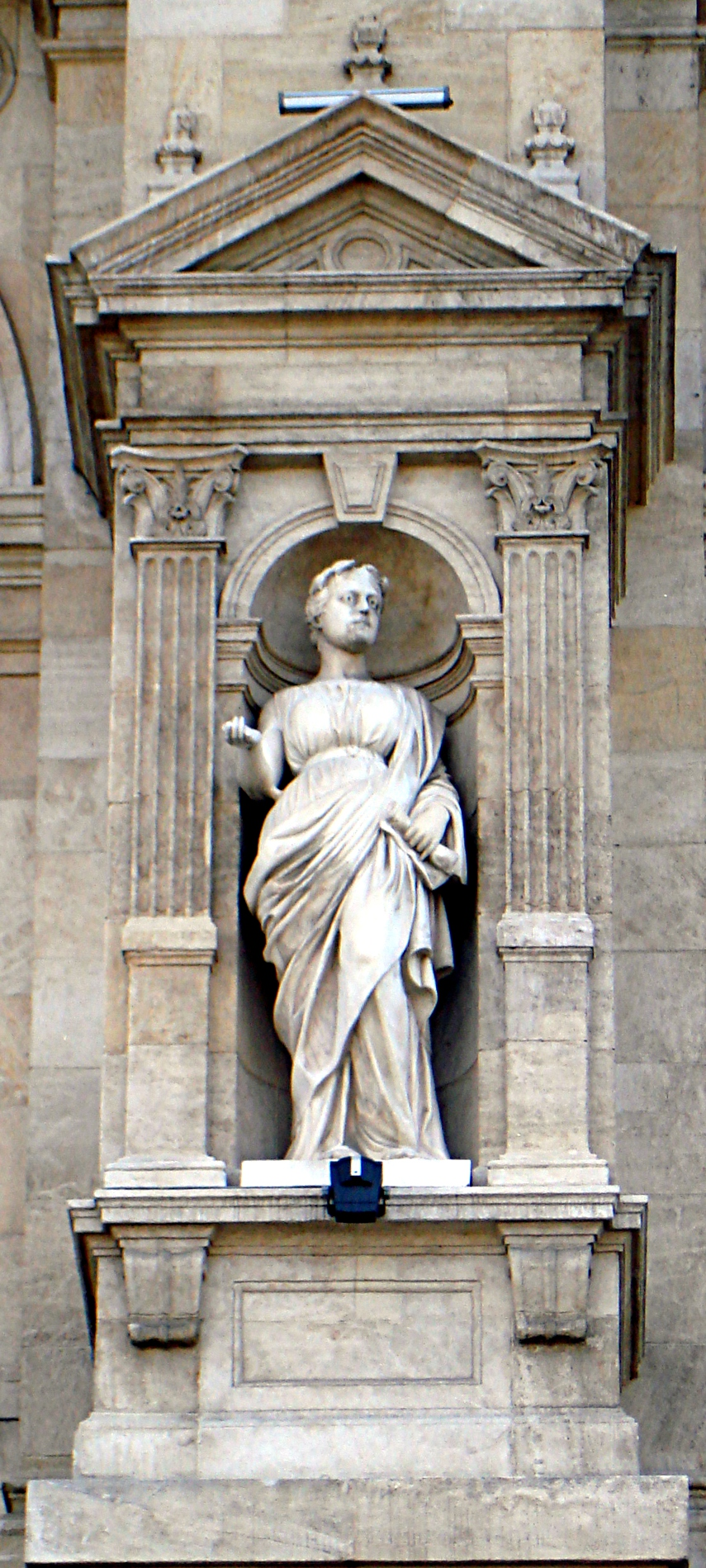
Statuie alegorică Adevărul - Palatul de Justiţie din Bucureşti